# Chelsea Football Club 1954-1955
Questa voce raccoglie le informazioni riguardanti il Chelsea Football Club nelle competizioni ufficiali della stagione 1954-1955.

## Stagione
Nella stagione del cinquantenario della fondazione della società, il Chelsea riuscì a vincere la First Division in maniera del tutto inaspettata, svantaggiato anche dal fatto di non possedere nessun giocatore di rilievo (eccettuando il capitano Roy Bentley, giocatore della nazionale) in rosa. La squadra incominciò il campionato nella stessa maniera con cui concluse il precedente, ritrovandosi a ottobre a metà classifica in virtù di quattro sconfitte consecutive. A partire da novembre la squadra inanellò una serie di risultati utili consecutivi (25, con sole tre partite perse) tra cui spiccarono le due sofferte vittorie contro il Wolverhampton rivale per la lotta al titolo. I blues poterono assicurarsi il titolo di campione d'Inghilterra alla penultima giornata (giocata il giorno di San Giorgio) sconfiggendo per 3-0 lo Sheffield Wednesday.

## Maglia e sponsor
| Casa | Trasferta |

## Rosa
Fonte:

## Statistiche

### Statistiche di squadra
| Competizione   | Punti | In casa | In casa | In casa | In casa | In casa | In casa | In trasferta | In trasferta | In trasferta | In trasferta | In trasferta | In trasferta | Totale | Totale | Totale | Totale | Totale | Totale | DR  |
| Competizione   | Punti | G       | V       | N       | P       | Gf      | Gs      | G            | V            | N            | P            | Gf           | Gs           | G      | V      | N      | P      | Gf     | Gs     | DR  |
| -------------- | ----- | ------- | ------- | ------- | ------- | ------- | ------- | ------------ | ------------ | ------------ | ------------ | ------------ | ------------ | ------ | ------ | ------ | ------ | ------ | ------ | --- |
| First Division | 38    | 21      | 11      | 5       | 5       | 43      | 29      | 21           | 9            | 7            | 5            | 38           | 28           | 42     | 20     | 12     | 10     | 81     | 57     | +24 |
| FA Cup         | -     | 1       | 1       | 0       | 0       | 2       | 0       | 2            | 1            | 0            | 1            | 3            | 2            | 3      | 2      | 0      | 1      | 5      | 2      | +3  |
| Totale         | -     | 22      | 12      | 5       | 5       | 45      | 29      | 23           | 10           | 7            | 6            | 41           | 30           | 45     | 22     | 12     | 11     | 86     | 59     | +27 |

### Statistiche dei giocatori
Fonte:
A completamento delle statistiche vanno conteggiati 4 autogol a favore dei Blues.
| Giocatore    | First Division | First Division | FA Cup   | FA Cup | Totale   | Totale |
| Giocatore    | Presenze       | Reti           | Presenze | Reti   | Presenze | Reti   |
| ------------ | -------------- | -------------- | -------- | ------ | -------- | ------ |
| L. Allen     | 0              | 0              | ?        | 0      | 0+       | 0      |
| K. Armstrong | 39             | 1              | ?        | 0      | 39+      | 1      |
| R. Bentley   | 41             | 21             | ?        | 0      | 41+      | 21     |
| F. Blunstone | 23             | 3              | ?        | 1      | 23+      | 4      |
| P. Brabrook  | 3              | 0              | ?        | 0      | 3+       | 0      |
| A. Dicks     | 1              | 0              | ?        | 0      | 1+       | 0      |
| R. Edwards   | 1              | 0              | ?        | 0      | 1+       | 0      |
| R. Greenwood | 21             | 0              | ?        | 0      | 21+      | 0      |
| J. Harris    | 31             | 0              | ?        | 0      | 31+      | 0      |
| J. Lewis     | 17             | 6              | ?        | 0      | 17+      | 6      |
| J. McNichol  | 40             | 14             | ?        | 1      | 40+      | 15     |
| S. O'Connell | 10             | 7              | ?        | 1      | 10+      | 8      |
| E. Parsons   | 42             | 11             | ?        | 1      | 42+      | 12     |
| B. Robertson | 26             | -?             | ?        | 0      | 26+      | 0+     |
| D. Saunders  | 42             | 1              | ?        | 0      | 42+      | 1      |
| P. Sillett   | 21             | 6              | ?        | 0      | 21+      | 6      |
| J. Sillett   | 0              | 0              | ?        | 0      | 0+       | 0      |
| B. Smith     | 4              | 0              | ?        | 0      | 4+       | 0      |
| L. Stubbs    | 27             | 5              | ?        | 1      | 27+      | 6      |
| C. Thomson   | 16             | -?             | ?        | 0      | 16+      | 0+     |
| S. Willemse  | 36             | 1              | ?        | 0      | 36+      | 1      |
| S. Wicks     | 21             | 1              | ?        | 0      | 21+      | 1      |